# Grup M96
El Grup M96 (també conegut com a Grup Lleó I) és un grup de galàxies a la constel·lació del Lleó. Aquest grup conté entre 8 i 24 galàxies, incloent tres objectes Messier. Aquest grup és un dels molts que existeix dins del Supercúmul de la Verge.

## Grups propers
El Triplet del Lleó, que inclou les galàxies espirals M65, M66, i NGC 3628, està localitzat físicament prop del grup M96. Alguns algorismes d'identificació de grups actualment identifiquen al Triplet del Lleó com a part del Grup M96.